# National Football League 1980
La stagione NFL 1980 fu la 61ª stagione sportiva della National Football League, la massima lega professionistica statunitense di football americano. La finale del campionato, il Super Bowl XV, si disputò il 25 gennaio 1981 al Louisiana Superdome di New Orleans, in Louisiana e si concluse con la vittoria degli Oakland Raiders sui Philadelphia Eagles per 27 a 10. La stagione iniziò il 7 settembre 1980 e si concluse con il Pro Bowl 1981 che si tenne il 1º febbraio a Honolulu.
In questa stagione la lega rifiutò ai Raiders il trasferimento da Oakland a Los Angeles, questo fatto causò un contenzioso tra i Raiders stessi, il Los Angeles Memorial Coliseum e la NFL. La vertenza venne risolta, in base alle leggi antitrust solo nella stagione 1982 nella quale il trasferimento venne effettuato. i rams lasciano il Los Angeles Memorial Coliseum per l'Anaheim Stadium, in Orange County.
La finale della stagione, il Super Bowl XV, fu il primo incontro della NFL che venne trasmesso in diretta in Italia. La partita venne commentata da Marco Lucchini all'interno di un programma su Canale 5 presentato da Mike Bongiorno.

## Modifiche alle regole
- Venne vietato ai giocatori di colpire in qualsiasi modo gli avversari alla testa, al volto o al collo.
- Vennero introdotte una serie di regole comportamentali per i capitani delle squadre.

## Stagione regolare
La stagione regolare si svolse in 16 giornate, iniziò il 7 settembre e terminò il 22 dicembre 1980.

### Risultati della stagione regolare
- V = Vittorie, S = Sconfitte, P = Pareggi, PCT = Percentuale di vittorie, PF = Punti Fatti, PS = Punti Subiti
- La qualificazione ai play-off è indicata in verde (tra parentesi il seed)

| AFC East             |    |    |   |     |     |     |
| Squadra              | V  | S  | P | PCT | PF  | PS  |
| (3) Buffalo Bills    | 11 | 5  | 0 | 688 | 320 | 260 |
| New England Patriots | 10 | 6  | 0 | 625 | 441 | 325 |
| Miami Dolphins       | 8  | 8  | 0 | 500 | 266 | 305 |
| Baltimore Colts      | 7  | 9  | 0 | 438 | 355 | 387 |
| New York Jets        | 4  | 12 | 0 | 250 | 302 | 395 |

| NFC East                |    |    |   |     |     |     |
| Squadra                 | V  | S  | P | PCT | PF  | PS  |
| (2) Philadelphia Eagles | 12 | 4  | 0 | 750 | 384 | 222 |
| (4) Dallas Cowboys      | 12 | 4  | 0 | 750 | 454 | 311 |
| Washington Redskins     | 6  | 10 | 0 | 375 | 261 | 293 |
| Saint Louis Cardinals   | 5  | 11 | 0 | 313 | 299 | 350 |
| New York Giants         | 4  | 12 | 0 | 250 | 249 | 425 |

| AFC Central          |    |    |     |     |     |     |
| Squadra              | V  | S  | P   | PCT | PF  | PS  |
| (2) Cleveland Browns | 11 | 5  | 0   | 688 | 357 | 310 |
| (5) Houston Oilers   | 11 | 5  | 0   | 688 | 295 | 251 |
| Pittsburgh Steelers  | 9  | 7  | 0   | 563 | 352 | 313 |
| Cincinnati Bengals   | 6  | 10 | 244 | 492 | 312 | 0   |

| NFC Central           |   |    |   |     |     |     |
| Squadra               | V | S  | P | PCT | PF  | PS  |
| (3) Minnesota Vikings | 9 | 7  | 0 | 563 | 317 | 308 |
| Detroit Lions         | 9 | 7  | 0 | 563 | 334 | 272 |
| Chicago Bears         | 7 | 9  | 0 | 438 | 304 | 264 |
| Tampa Bay Buccaneers  | 5 | 10 | 1 | 344 | 271 | 341 |
| Green Bay Packers     | 5 | 10 | 1 | 344 | 231 | 371 |

| AFC West               |    |    |   |     |     |     |
| Squadra                | V  | S  | P | PCT | PF  | PS  |
| (1) San Diego Chargers | 11 | 5  | 0 | 688 | 418 | 327 |
| (4) Oakland Raiders    | 11 | 5  | 0 | 688 | 364 | 306 |
| Kansas City Chiefs     | 8  | 8  | 0 | 500 | 319 | 336 |
| Denver Broncos         | 8  | 8  | 0 | 500 | 310 | 323 |
| Seattle Seahawks       | 4  | 12 | 0 | 250 | 291 | 408 |

| NFC West             |    |    |   |     |     |     |
| Squadra              | V  | S  | P | PCT | PF  | PS  |
| (1) Atlanta Falcons  | 12 | 4  | 0 | 750 | 405 | 272 |
| (5) Los Angeles Rams | 11 | 5  | 0 | 688 | 424 | 289 |
| San Francisco 49ers  | 6  | 10 | 0 | 375 | 320 | 415 |
| New Orleans Saints   | 1  | 15 | 0 | 63  | 291 | 487 |

## Play-off
I play-off iniziarono con i Wild Card Game il 28 dicembre 1980. I Divisional Playoff si giocarono il 3 e 4 gennaio 1981 e i Conference Championship Game l'11 gennaio. Il Super Bowl XV si disputò il 25 gennaio al Louisiana Superdome di New Orleans.

### Seeding
| Seed | American Football Conference             | National Football Conference              |
| ---- | ---------------------------------------- | ----------------------------------------- |
| 1    | San Diego Chargers (vincitori AFC West)  | Atlanta Falcons (vincitori NFC West)      |
| 2    | Cleveland Browns (vincitori AFC Central) | Philadelphia Eagles (vincitori NFC East)  |
| 3    | Buffalo Bills (vincitori AFC East)       | Minnesota Vikings (vincitori NFC Central) |
| 4    | Oakland Raiders                          | Dallas Cowboys                            |
| 5    | Houston Oilers                           | Los Angeles Rams                          |

### Incontri
| Wild Card Game | Wild Card Game                    | Wild Card Game | Wild Card Game |                                |                                | Divisional Play-off            | Divisional Play-off | Divisional Play-off |                                  |                                  | Conference Championship          | Conference Championship | Conference Championship |  |  | Super Bowl XV | Super Bowl XV | Super Bowl XV | Super Bowl XV | Super Bowl XV |
|                |                                   |                |                |                                |                                |                                |                     |                     |                                  |                                  |                                  |                         |                         |  |  |               |               |               |               |               |
|                |                                   |                |                |                                |                                |                                |                     |                     |                                  |                                  |                                  |                         |                         |  |  |               |               |               |               |               |
|                |                                   |                |                |                                |                                | 4 gennaio - Cleveland Stadium  |                     |                     |                                  |                                  |                                  |                         |                         |  |  |               |               |               |               |               |
|                |                                   |                |                |                                |                                |                                |                     |                     |                                  |                                  |                                  |                         |                         |  |  |               |               |               |               |               |
|                | 4                                 | Oakland        | 14             |                                |                                |                                |                     |                     |                                  |                                  |                                  |                         |                         |  |  |               |               |               |               |               |
|                | 4                                 | Oakland        | 14             | 28 dicembre - Oakland Coliseum | 28 dicembre - Oakland Coliseum | 28 dicembre - Oakland Coliseum |                     |                     | 11 gennaio - Jack Murphy Stadium | 11 gennaio - Jack Murphy Stadium | 11 gennaio - Jack Murphy Stadium |                         |                         |  |  |               |               |               |               |               |
|                | 2                                 | Cleveland      | 12             | 28 dicembre - Oakland Coliseum | 28 dicembre - Oakland Coliseum | 28 dicembre - Oakland Coliseum |                     |                     | 11 gennaio - Jack Murphy Stadium | 11 gennaio - Jack Murphy Stadium | 11 gennaio - Jack Murphy Stadium |                         |                         |  |  |               |               |               |               |               |
|                | 2                                 | Cleveland      | 12             | 5                              | Houston                        | 7                              | 4                   | Oakland             | 34                               |                                  |                                  |                         |                         |  |  |               |               |               |               |               |
|                | 3 gennaio - Jack Murphy Stadium   |                |                | 5                              | Houston                        | 7                              | 4                   | Oakland             | 34                               |                                  |                                  |                         |                         |  |  |               |               |               |               |               |
|                | 4                                 | Oakland        | 27             |                                |                                | 1                              | San Diego           | 27                  |                                  |                                  |                                  |                         |                         |  |  |               |               |               |               |               |
|                | 4                                 | Oakland        | 27             | 3                              | Buffalo                        | 1                              | San Diego           | 27                  | 14                               |                                  |                                  |                         |                         |  |  |               |               |               |               |               |
|                |                                   |                |                | 3                              | Buffalo                        |                                |                     |                     | 14                               | 25 gennaio - Louisiana Superdome |                                  |                         |                         |  |  |               |               |               |               |               |
|                | 1                                 | San Diego      | 20             |                                |                                |                                |                     |                     |                                  |                                  |                                  |                         |                         |  |  |               |               |               |               |               |
|                | 1                                 | San Diego      | 20             | A4                             | Oakland                        | 27                             |                     |                     |                                  |                                  |                                  |                         |                         |  |  |               |               |               |               |               |
|                | 4 gennaio - Fulton County Stadium |                |                | A4                             | Oakland                        | 27                             |                     |                     |                                  |                                  |                                  |                         |                         |  |  |               |               |               |               |               |
|                |                                   |                |                |                                |                                |                                |                     | N2                  | Philadelphia                     | 10                               |                                  |                         |                         |  |  |               |               |               |               |               |
|                | 4                                 | Dallas         | 30             |                                |                                |                                |                     | N2                  | Philadelphia                     | 10                               |                                  |                         |                         |  |  |               |               |               |               |               |
|                | 4                                 | Dallas         | 30             | 28 dicembre - Texas Stadium    | 28 dicembre - Texas Stadium    | 28 dicembre - Texas Stadium    |                     |                     | 11 gennaio - Veterans Stadium    | 11 gennaio - Veterans Stadium    | 11 gennaio - Veterans Stadium    |                         |                         |  |  |               |               |               |               |               |
|                | 1                                 | Atlanta        | 27             | 28 dicembre - Texas Stadium    | 28 dicembre - Texas Stadium    | 28 dicembre - Texas Stadium    |                     |                     | 11 gennaio - Veterans Stadium    | 11 gennaio - Veterans Stadium    | 11 gennaio - Veterans Stadium    |                         |                         |  |  |               |               |               |               |               |
|                | 1                                 | Atlanta        | 27             | 5                              | L.A. Rams                      | 17                             | 4                   | Dallas              | 7                                |                                  |                                  |                         |                         |  |  |               |               |               |               |               |
|                | 3 gennaio - Veterans Stadium      |                |                | 5                              | L.A. Rams                      | 17                             | 4                   | Dallas              | 7                                |                                  |                                  |                         |                         |  |  |               |               |               |               |               |
|                | 4                                 | Dallas         | 34             |                                |                                | 2                              | Philadelphia        | 20                  |                                  |                                  |                                  |                         |                         |  |  |               |               |               |               |               |
|                | 4                                 | Dallas         | 34             | 3                              | Minnesota                      | 2                              | Philadelphia        | 20                  | 16                               |                                  |                                  |                         |                         |  |  |               |               |               |               |               |
|                |                                   |                |                | 3                              | Minnesota                      |                                |                     |                     |                                  |                                  |                                  |                         |                         |  |  |               |               |               |               |               |
|                | 2                                 | Philadelphia   | 31             |                                |                                |                                |                     |                     |                                  |                                  |                                  |                         |                         |  |  |               |               |               |               |               |
|                | 2                                 | Philadelphia   | 31             |                                |                                |                                |                     |                     |                                  |                                  |                                  |                         |                         |  |  |               |               |               |               |               |

Nota: Il regolamento impediva gli accoppiamenti nei Divisional playoff tra squadre della stessa Division

### Vincitore
| Vincitori del Super Bowl XV Oakland Raiders 2º titolo |

## Premi individuali
| MVP della NFL                 | Brian Sipe, Quarterback, Cleveland                         |
| Allenatore dell'anno          | Chuck Knox, Buffalo                                        |
| Giocatore offensivo dell'anno | Earl Campbell, Running Back, Houston Oilers                |
| Difensore dell'anno           | Lester Hayes, Cornerback, Oakland                          |
| Rookie offensivo dell'anno    | Billy Sims, Running Back, Detroit                          |
| Rookie difensivo dell'anno    | Buddy Curry & Al Richardson, Linebacker, Atlanta condiviso |